# Live at the Hollywood Bowl
Live at the Hollywood Bowl (с англ. — «концерт в Голливуд-боул») — третий официальный концертный альбом группы американской группы The Doors, выпущенный в июне 1987 года.

## Об альбоме
Запись представляет собой концертное выступление группы в амфитеатре Голливуд-боул, состоявшееся 5 июля 1968 года. В дальнейшем альбом был снят с производства в связи с выходом сборника In Concert, который вобрал в себя часть записей данного выступления. Видеозапись выступления в отдельном варианте в настоящий момент доступна только в DVD-формате.

## Live at The Bowl ’68 (ремастеринговая расширенная версия)
В 2002 году вышла расширенная версия концерта 5 июля, прошедшая ремастеринг.

## Список композиций
1. Wake Up (с англ. — «Проснись») (Моррисон, Дорз) — 1:40
2. Light My Fire (с англ. — «Зажги мой огонь») (Дорз) — 8:15
3. The Unknown Soldier (с англ. — «Неизвестный солдат») (Моррисон, Дорз) — 4:23
4. A Little Game (с англ. — «Небольшая игра») (Моррисон, Дорз) — 1:22
5. The Hill Dwellers (с англ. — «Обитатели холмов») (Моррисон, Дорз) — 2:20
6. Spanish Caravan (с англ. — «Испанский караван») (Кригер, Дорз) — 1:19

## Участники записи
- Джим Моррисон — вокал.
- Рэй Манзарек — клавишные.
- Робби Кригер — гитара.
- Джон Денсмор — ударные.